# Włoska inwazja na Francję 1940

Rozmieszczenie dywizji (xx) i armii (xxxx) oraz umocnień Linii Maginota przed włoską ofensywą

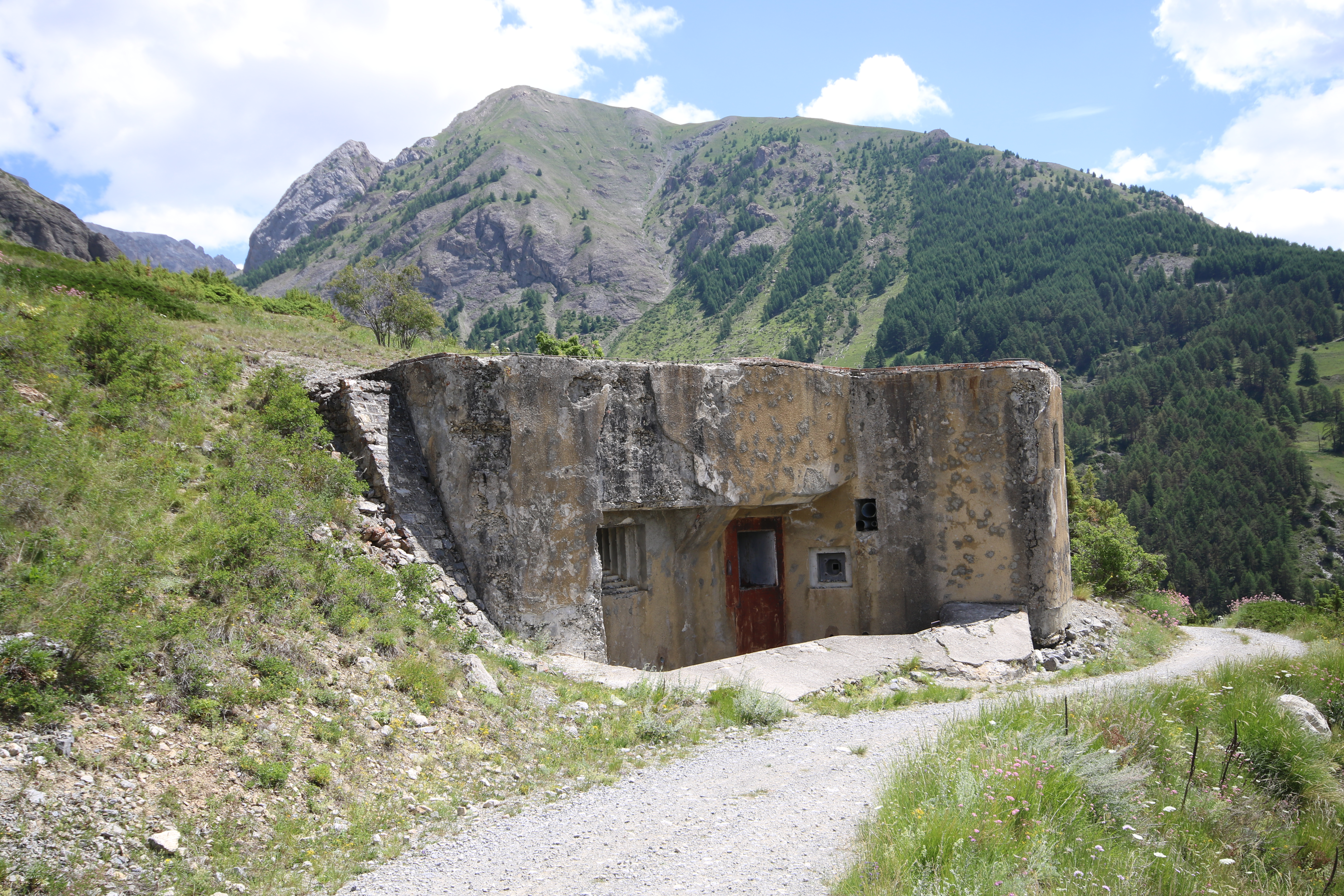
Przykład francuskich umocnień (ouvrage de Saint-Ours Haut, w pasie działania 1. Armii)

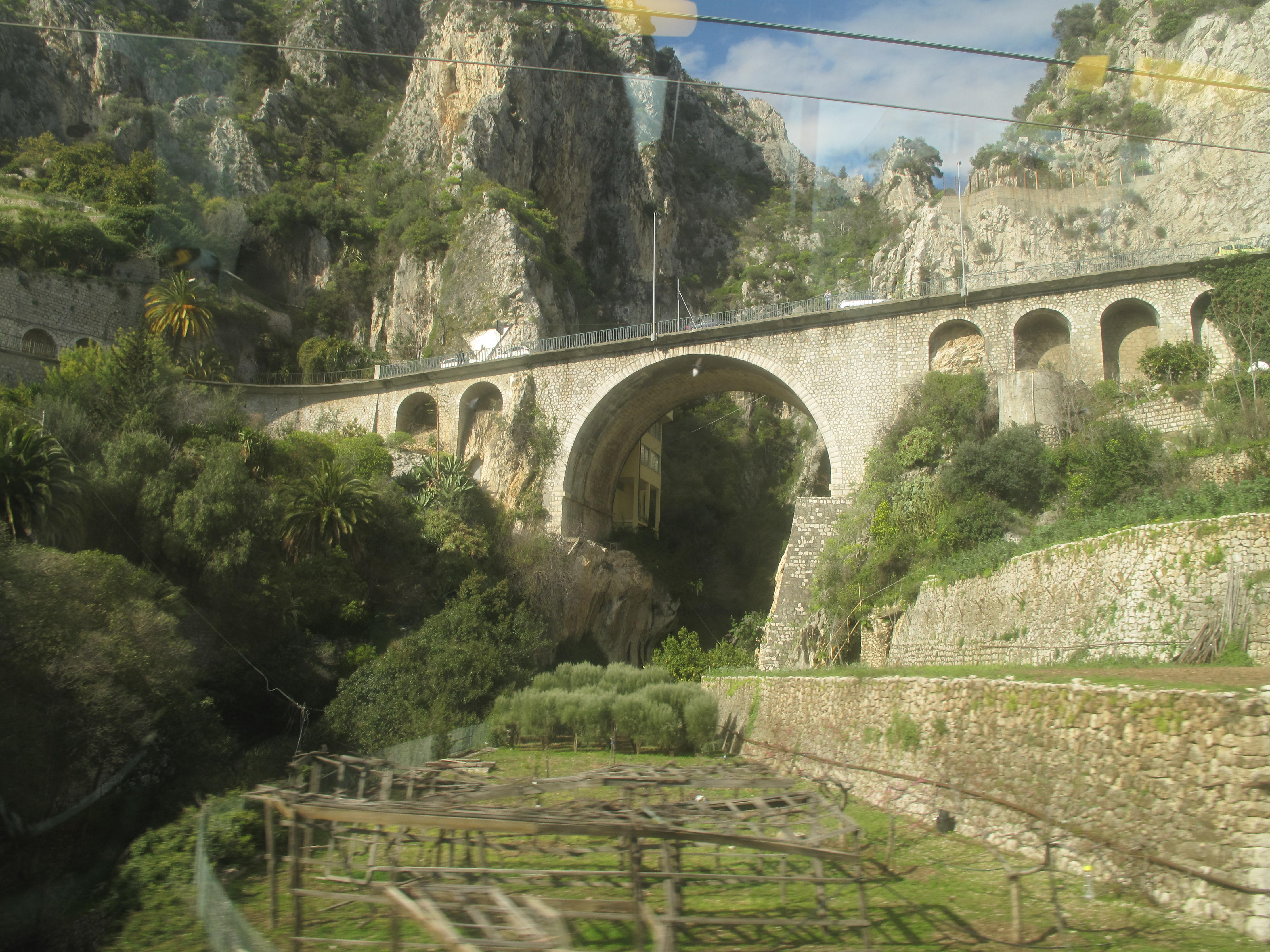
Nadmorski graniczny most Saint Louis

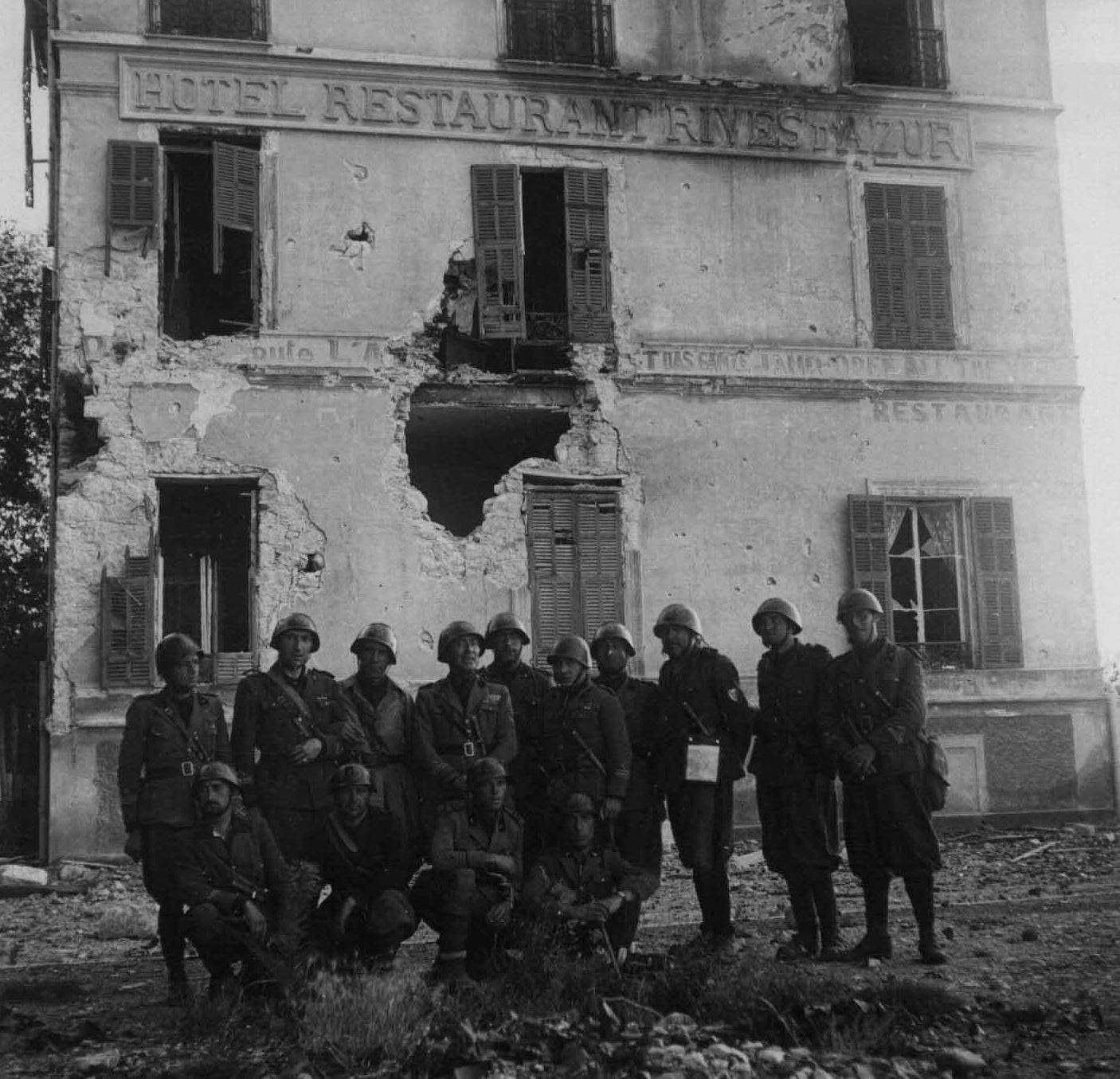
Włoscy żołnierze we francuskiej miejscowości Mentona

Włoska inwazja na Francję, znana również jako Bitwa o Alpy (wł. Battaglia delle Alpi Occidentali, fr. Bataille des Alpes) – krótkotrwałe działania wojenne wojsk włoskich w czerwcu 1940 podczas II wojny światowej, mające na celu zajęcie francuskich obszarów alpejskich i rejonu Nicei. W obliczu widocznego nieuchronnego upadku zaatakowanej przez Niemcy Francji, 10 czerwca 1940 Włochy wypowiedziały jej wojnę.

## Geneza
10 maja 1940 Niemcy zaatakowały Belgię, Holandię, Luksemburg i Francję (→kampania francuska 1940). 10 czerwca do wojny z Francją przyłączyły się Włochy, choć początkowo nie rozpoczęły intensywnych działań wojennych, czekając na sukcesy militarne wojsk niemieckich. Przez pierwszy okres działania ograniczały się do starć patroli i mało nasilonych działań powietrznych i morskich oraz wymiany ognia artylerii fortecznej. Wojska francuskie, znajdujące się na kierunku uderzenia sił włoskich, były zredukowane do minimum. Wiele górskich jednostek wojskowych zostało wcześniej wysłanych do obrony Norwegii, a po powrocie przerzuconych na najbardziej zagrożoną północno-wschodnią część frontu. Benito Mussolini liczył na okupację południowej części Francji, ale Adolf Hitler odmówił, uznając, że Włosi będą mogli okupować jedynie te części Francji, które sami zdobędą.

## Siły obu stron

### Włosi
- Grupa Armii „Zachód” – dowódca książę generał Umberto di Savoia
  - 1 Armia – dowódca generał Pietro Pintor
    - II Korpus Armijny – dowódca generał Francesco Bettini
    - III Korpus Armijny – dowódca generał Mario Arisio
    - XV Korpus Armijny – dowódca generał Gastone Gambara

  - 4 Armia – dowódca generał Alfredo Guzzoni
    - I Korpus Armijny – dowódca generał Carlo Vecchiarelli
    - IV Korpus Armijny – dowódca generał Camillo Mercalli
    - Korpus Alpejski – dowódca generał Luigi Negri

Ogółem siły włoskie liczyły około 300 tysięcy żołnierzy. Były jednak słabo wyposażone w artylerię, a służby transportowe działały niedostatecznie. Włoscy żołnierze nie mieli poza tym zimowego umundurowania.

### Francuzi
- Armia Alp (Armée des Alpes) – dowódca generał René Olry
  - trzy dywizje piechoty typu B
  - sektory fortyfikacyjne Dauphiné, Savoie, Alpes Maritimes
  - sektory obronne Rhône, Nice

Łączna liczebność wojsk francuskich wynosiła około 170 tysięcy żołnierzy.

## Działania wojenne
Włosi rozpoczęli ofensywę o świcie 21 czerwca 1940 na kilku kierunkach w Alpach Zachodnich oraz 22 czerwca wzdłuż wybrzeża Morza Śródziemnego. Na północy, w pasie działania 4. Armii (Alpy Graickie i Alpy Kotyjskie), uderzyli między innymi przez Małą Przełęcz Świętego Bernarda, przełęcze i doliny w kierunku na Modane oraz przełęcz Montgenèvre w kierunku na Briançon, ale bardzo szybko zmusiły ich do zatrzymania francuskie fortyfikacje i burze śnieżne. Straty ponoszono głównie od ognia dobrze wstrzelanej na przypuszczalnych kierunkach ataku francuskiej artylerii fortecznej. Wielu żołnierzy doznało odmrożeń w górach. Ogień włoskiej artylerii był z kolei mało skuteczny przeciw fortyfikacjom, także z powodu mgły. Duże straty poniosła przede wszystkim 1. Dywizja Piechoty „Superga” nacierająca w kierunku Modane. Francuska artyleria forteczna ostrzeliwała też włoską miejscowość Bardonecchia, stanowiącą podstawę natarcia na tym kierunku. Ostrzał francuskich pozycji w rejonie Montgenèvre prowadziła między innymi bateria Chaberton, stanowiąca najwyżej położoną fortyfikację w Europie, lecz już 21 czerwca 6 z jej 8 dział dalekonośnych kalibru 149 mm w wieżach pancernych zostało zniszczonych przez uprzednio podciągnięte w ten rejon francuskie ciężkie moździerze kalibru 280 mm.
Na południu, w pasie 1. Armii (Alpy Kotyjskie i Alpy Nadmorskie) ofensywa zaczęła się 22 czerwca, przez przełęcz Maddalena, ale i tu postępy były niewielkie, przy dużych stratach ponoszonych od ognia artylerii, a obrońcom pomogło załamanie pogody przynoszące mgłę i obfity deszcz ze śniegiem. Osiągnięto w końcu szansę na przełamanie, umożliwiające użycie wojsk zmotoryzowanych, lecz nie doszło do niego przed zawieszeniem broni.
Na kierunku nadmorskim celem ataku XV Korpusu była Nicea. Pierwszy atak w sile batalionu przeprowadzono tam już 20 czerwca, lecz Włosi nie zdołali sforsować zabarykadowanego po francuskiej stronie i ostrzeliwanego przez artylerię granicznego mostu Saint Louis (San Luigi). Generalna ofensywa ruszyła 22 czerwca. Silna obrona francuska na południowym końcu Linii Maginota wstrzymała ofensywę zaledwie 5 mil w głębi terytorium Francji, w rejonie miejscowości Mentona. Takie pozycje wojska włoskie zajmowały do 24 czerwca, czyli do zawieszenia broni. W odróżnieniu od wojsk lądowych silne działania prowadziło włoskie lotnictwo, bombardując francuskie pozycje (między innymi port w Tulonie) i zapewniając osłonę powietrzną.
25 czerwca o 1.35 weszło w życie zawieszenie broni, podpisane wieczorem 24 czerwca i negocjowane w Rzymie od poprzedniego dnia (już wcześniej 22 czerwca Francja podpisała zawieszenie broni z Niemcami).

## Straty obu stron
Włosi stracili 631 żołnierzy (w tym 39 oficerów), lecz dalszych 616 (w tym 23 oficerów) uznano za zaginionych, z czego prawdopodobnie wszyscy polegli w górach. Do liczby 2631 rannych (w tym 138 oficerów) należy doliczyć 2151 ofiar odmrożeń (26 oficerów). Pewna liczba włoskich żołnierzy dostała się do niewoli. Natomiast straty wojsk francuskich wyniosły zaledwie 37 zabitych, 62 rannych i 162 wziętych do niewoli.
Na skutek zawieszenia broni Włochy okupowały tylko zajęty pas terytorium francuskiego ograniczający się do rejonów alpejskich i obszaru na wschód od Nicei, na głębokość do kilkunastu kilometrów od granicy, z jedyną większą miejscowością Mentona.